# Prêmio Carlos Gomes
O Prêmio Carlos Gomes de Ópera e Música Erudita é um prêmio brasileiro oferecido a artistas ou organizações culturais que mais se distinguiram naquele ano no segmento de música clássica. 

## História
Foi criado em 1996 pelo então secretário-adjunto de Cultura de São Paulo Zélio Alves Pinto e, mais tarde, pela promoter Alice Carta. Em 2009 passou a ser realizado pela Algol Editora e está na sua 15ª Edição (2012).
Atualmente tem 13 categorias: Solista Instrumental, Regente, Conjunto de Câmara, Orquestra Sinfônica, Cantor Solista, Cantora Solista, Regente de Ópera, Direção de Cena, Figurino, Cenário, Iluminação, Espetáculo de Ópera. Além disso, há o Troféu Guarany que dá o prêmio em reconhecimento do conjunto da obra de um artista. 
A votação inicial é feita por um colegiado com 30 especialistas, depois um corpo de jurados com uns 150 nomes votam somados aos votos de um júri popular. Os vencedores são anunciados em uma cerimônia na Sala São Paulo.
Em 2009 foi lançado o livro Prêmio Carlos Gomes, Uma Retrospectiva (1996-2006), de João Luiz Sampaio, que conta a história do prêmio desde a sua criação. A obra traz fotos dos vencedores entre 1996 e 2006.
Foram criadas novas categorias em 2009 para profissionais que trabalham em montagens de ópera. 
Na categoria Cantor Solista teve empate em 2009 e dois foram os vencedores.

## Premiados em 1996
Em 1996 existiam 5 categorias e os vencedores foram: 
- Orquestra: Cyro Pereira
- Ópera: Jamil Maluf
- Solista Vocal: Regina Helena Mesquita
- Solista Instrumental: Maria José Carrasqueira
- Troféu Guarany: - Homenagem Póstuma ao maestro Eleazar de Carvalho

## Premiados em 1997
- Orquestra e Conjuntos Instrumentais: Orquestra Experimental de Repertório
- Universo da Ópera: Coral Lírico
- Grupo de câmara: Grupo Quatergenalia
- Solista Vocal Feminino: Lenice Prioli
- Solista Vocal Masculino: Fernando Portari
- Solista Instrumental: Gilberto Tinetti
- Troféu Guarany: Osvaldo Lacerda

## Premiados em 1998
- Orquestra e Conjuntos Instrumentais: Banda Sinfônica do Estado de SP
- Universo da Ópera: Marcelo Mechetti
- Grupo de câmara: Quinteto D'Elas
- Solista Vocal Feminino: Martha Herr
- Solista Vocal Masculino: Benito Maresca
- Solista Instrumental: Jose Luiz de Aquino
- Troféu Guarany: Niza de Castro Tank

## Premiados em 1999
- Orquestra e Conjuntos Instrumentais: Coral Sinfônico do Estado de SP
- Universo da Ópera: Leila Farah
- Grupo de câmara: Trio Brasileiro
- Solista Vocal Feminino: Adélia Issa
- Solista Vocal Masculino: Sebastião Teixeira
- Solista Instrumentista: Antonio Del Claro
- Pianista: Fernando Lopes
- Troféu Guarany: Gilberto Mendes

## Premiados em 2000
- Orquestra e Conjuntos Instrumentais: Orquestra Sinfônica do Estado de São Paulo
- Universo da Ópera: Luiz Fernando Malheiro
- Grupo de câmara: Grupo Anima
- Solista Vocal Feminino: Celine Imbert
- Solista Vocal Masculino: Paulo Szot
- Solista Instrumental: Elisa Fukuda
- Pianista: Yara Bernette
- Troféu Guarany: Almeida Prado

## Premiados em 2001
- Orquestra e Conjuntos Instrumentais: Orquestra Petrobras Pró-Musica
- Corais e Conjuntos Vocais: Coro da Orquestra Sinfônica do Estado SP
- Universo da Ópera: Roberto Duarte
- Grupo de câmara: Quinteto Villa-Lobos
- Solista Vocal Feminino: Cláudia Riccitelli
- Solista Vocal Masculino: Eduardo Itaborahy
- Solista Instrumentista: Edelton Gloeden
- Pianista: Marcelo Bratke
- Compositor: Ronaldo Miranda
- Troféu Guarany: Eleazar de Carvalho “in memoriam”

## Premiados em 2002
- Orquestra e Conjuntos Instrumentais: Orquestra Sinfônica do Estado de São Paulo
- Corais e Conjuntos Vocais: Calíope RJ
- Universo da Ópera: Neyde Thomas
- Grupo de câmara: Quarteto Amazônia
- Solista Vocal Feminino: Rosana Lamosa
- Solista Vocal Masculino: Sandro Christopher
- Solista Instrumental: Antonio Meneses
- Pianista: Nelson Freire
- Compositor: Edino Krieger
- Prêmio Revelação: Adriana Clis
- Troféu Guarany: Alceo Bocchino

## Premiados em 2003
- Orquestra e Conjuntos Instrumentais: Orquestra Petrobrás Pró-Música
- Corais e Conjuntos Vocais: Calíope RJ
- Universo da Ópera: Lauro Machado Coelho
- Grupo de câmara: Quarteto de Cordas Cidade de São Paulo
- Solista Vocal Feminino: Gabriella Pace
- Solista Vocal Masculino: Fernando Portari
- Solista Instrumental: Dimos Goudaroulis
- Pianista: Linda Bustani
- Prêmio Revelação: Carlos Moreno
- Troféu Guarany: Festival de Ópera do Amazonas

## Premiados em 2009
- Solista Instrumental: Sonia Rubinsky
- Regente: Fabio Mechetti
- Conjunto de Câmara: Quinteto Villa-Lobos
- Orquestra Sinfônica: Orquestra Sinfônica do Estado de São Paulo (OSESP)
- Cantor Solista: Leonardo Neiva e Rodrigo Esteves
- Cantora Solista: Denise de Freitas
- Regente de Ópera: Luiz Fernando Malheiro
- Direção de Cena: André Heller-Lopes
- Figurino: Fábio Namatame
- Cenário: Daniela Thomas
- Iluminação: Caetano Vilela
- Espetáculo de Ópera: O Castelo do Barba-Azul (apresentação do Theatro Municipal de São Paulo)
- Troféu Guarany: John Neschling (Pelo trabalho realizado à frente da OSESP)

## Premiados em 2010
Entrega dos troféus: dia 5 de maio de 2010 na Sala São Paulo
- Solista Instrumental - Turibio Santos
- Regente: Roberto Tibiriçá
- Conjunto de Câmara: Quarteto Radamés Gnattali
- Orquestra Sinfônica: Orquestra Sinfônica do Estado de São Paulo (OSESP)
- Cantor Solista: Rodrigo Esteves
- Cantora Solista: Gabriella Pace
- Regente de Ópera: Roberto Duarte
- Direção de Cena: André Heller-Lopes
- Figurino: Olintho Malaquias
- Cenário: Rosa Magalhães
- Iluminação: Pedro Pederneiras
- Espetáculo de Ópera: A Menina das Nuvens (apresentação do Palácio das Artes de Belo Horizonte)
- Troféu Guarany: Lauro Machado Coelho (Pelas excepcionais biografias de compositores e pela série História da Ópera)

## Premiados em 2011
Entrega dos troféus: Dia 11 de Julho de 2011 às 21horas na  Sala São Paulo
- Solista Instrumental - Antonio Meneses
- Regente: Roberto Tibiriçá
- Conjunto de Câmara: Quarteto de Cordas da Cidade de São Paulo
- Orquestra Sinfônica: Orquestra do Theatro São Pedro, em São Paulo
- Cantor Solista: Marcello Vannucci
- Cantora Solista: Edna D'Oliveira
- Regente de Ópera: Luiz Fernando Malheiro
- Direção de Cena: André Heller-Lopes
- Figurino: Olintho Malaquias
- Cenário: William Pereira
- Iluminação: Fábio Retti
- Espetáculo de Ópera: Il Barbiere di Siviglia (Produção da Cia Brasileira de Ópera, produção itinerante)
- Troféu Guarany: Edmundo Villani-Côrtes (Pela excepcional carreira de compositor)

## Premiados em 2012
Entrega dos troféus: Dia 27 de Agosto de 2012 às 21 horas no Theatro Municipal de São Paulo
- Solista Instrumental - Sonia Rubinsky
- Regente: Lígia Amadio
- Conjunto de Câmara: Quarteto de Cordas da Cidade de São Paulo
- Orquestra Sinfônica: Orquestra Filarmônica de Minas Gerais
- Cantor Solista: Fernando Portari
- Cantora Solista: Denise de Freitas
- Regente de Ópera: Luiz Fernando Malheiro
- Direção de Cena: Lívia Sabag
- Figurino: Fernando Anhê
- Cenário: Fernando Anhê
- Iluminação: Wagner Pinto
- Espetáculo de Ópera: L'Enfant et les Sortilèges (Produção do Theatro Municipal de Sâo Paulo)
- Troféu Guarany: Dyra de Oliveira (Pelo trabalho de vários anos no Theatro São Pedro, tornando-o um importante opção para a ópera em São Paulo.)